# Oroscopa belus
Oroscopa belus là một loài bướm đêm trong họ Erebidae.